# Trachythorax atrosignatus
Trachythorax atrosignatus är en insektsart som först beskrevs av Brunner von Wattenwyl 1893.  Trachythorax atrosignatus ingår i släktet Trachythorax och familjen Diapheromeridae. Inga underarter finns listade i Catalogue of Life.